# れんまん!
『れんまん!』は、NHK総合テレビジョンで不定期に放送されていた深夜バラエティ番組である。

## 概要
2012年8月19日にNHK番組たまごの企画の一つとして初回放送が行われ、好評を博したことから、半年に1回の割合に放送される。
日本伝統の遊び「連歌」の手法を漫画に取り入れた遊びを行うバラエティ番組である。プロの漫画家が「れんまん師」として、先手後手に分かれ、対局方式で1コマずつ交互にひとつの作品を描きあげる。4人の審査員が判定を行い、より面白い展開や見事な切り返しを見せた描き手が勝者となる。

### 公式ルール
- 二人のれんまん師が先手・後手に分かれ、出されたお題に対し即興で一コマずつ漫画を描き一つの作品を完成させる。
- れんまん対局中の打ち合わせは一切禁止。
- 持ち時間は一人30分。
- 一枚の紙がコマで埋まるか、制限時間が無くなった時点で対局終了。

## 出演者
司会
- ピエール瀧（第1回・第2回・第5回・第6回）
- 桂三度（第3回・第4回）
- 渡邊佐和子（NHKアナウンサー、第1回 - 第6回）

審査員
- 小池一夫（第1回 - 第6回）
- 宇多丸（RHYMESTER、第1回 - 第6回）
- 加藤夏希（第1回・第2回）
- 木村祥朗（第1回・第2回）
- 朴璐美（第3回・第4回）
- 車だん吉（第3回・第4回）
- 枡野浩一（第5回・第6回）
- 藤田朋子（第5回・第6回）

解説
- 伊藤剛（第1回・第2回）
- 木村祥朗（第3回 - 第6回）

## 放送内容
第1回
2012年8月19日深夜（20日未明）放送。放送時間は0:10 - 0:40（放送時間30分）。
対戦者…おおひなたごう 対 和田ラヂヲ。
「4コマでミニれんまん」というミニコーナーがあり、ももいろクローバーZの百田夏菜子と高城れにが漫画を描いた。
第2回
2012年8月26日深夜（27日未明）放送。放送時間は0:10 - 0:40（放送時間30分）。
対戦者…西原理恵子 対 田中圭一
「4コマでミニれんまん」というミニコーナーがあり、竹若元博（バッファロー吾郎）と川島邦裕（野性爆弾）が漫画を描いた。
第3回・第4回
2013年1月5日深夜（6日未明）放送。放送時間は0:05 - 0:55（放送時間50分）
対戦者…楳図かずお 対 日野日出志、ひうらさとる 対 辛酸なめ子
第5回
2013年8月10日深夜（11日未明）放送。放送時間は0:10 - 0:40（放送時間30分）。
対戦者…島本和彦 対 藤田和日郎
第6回
2013年8月17日深夜（18日未明）放送。放送時間は0:10 - 0:40（放送時間30分）。
対戦者…しりあがり寿 対 安孫子三和